# نبرد دریاچه بایکال
نبرد دریاچه بایکال، نبردی دریایی بود که توسط نیروهای چکسلواکی در جریان جنگ داخلی روسیه انجام شد.

## پیشینه
در اوت ۱۹۱۸، لژیون چکسلواکی، تحت رهبری رادولا گایدا، برای کنترل گذرگاه‌های کوهستانی اطراف دریاچه بایکال که به خوبی دفاع می‌شدند، با ارتش سرخ جنگید. گایدا از این واقعیت که بایکال کاملاً تحت کنترل کشتی‌های ارتش سرخ بود، نگران بود، چرا که این کشتی‌ها با واحدهای پیاده‌شونده در پشت لژیون، واحدهای چکسلواکی را تهدید می‌کردند.
لژیونرهای چکسلواکی ضمن اشغال بندرها مختلف در سواحل بایکال، موفق به تصرف دو کشتی بخار دشمن، سیبیرجک و فدوسیا، شدند. این کشتی‌ها بعداً به یک جفت هویتزر مجهز شدند.

## نبرد

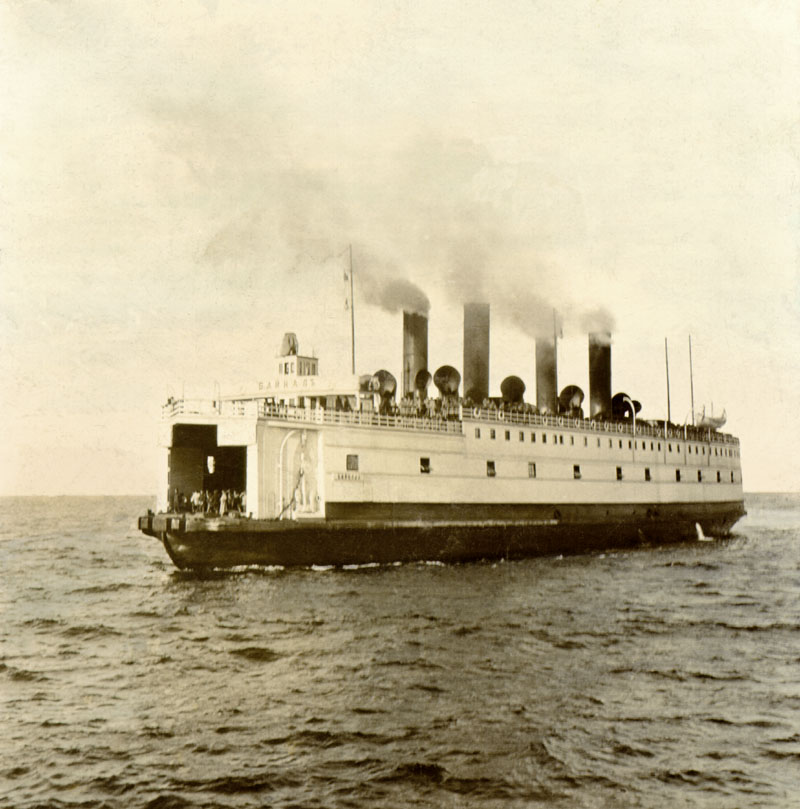
کشتی یخ‌شکن اس‌اس در طول نبرد توسط ارتش سرخ مسلح و مورد استفاده قرار گرفت.

در ۱۵ اوت ۱۹۱۸، ناوگان چکسلواکی از لیستویانکا حرکت کرد. تا ظهر ۱۶ اوت، کشتی‌ها حدود ۸ کیلومتر (۵ مایل) از بندر میوسک (که اکنون بابوشکین نام دارد) در مه غلیظ. پس از چند دقیقه، مه شروع به محو شدن کرد و کشتی‌ها میوسک را مشاهده کردند.
نیروهای ارتش سرخ که از شهر دفاع می‌کردند، تصور می‌کردند که کشتی‌های نزدیک‌شونده، کشتی‌های خودی هستند که آذوقه می‌آورند. این امر به کشتی‌ها اجازه داد تا مسافت تقریبی ۴ کیلومتر (۲ مایل) به بندر نزدیک شوند. زمانی که مدافعان میوسوفسک متوجه اشتباه خود شدند، خیلی دیر شده بود. کشتی یخ‌شکن سعی کرد به کشتی‌های چکسلواکی آتش بگشاید، اما آنها سریع‌تر بودند. آنها شروع به آتش گشودن، هم در بایکال و هم در بندر کردند. بایکال به آتش کشیده شد و آشفتگی عمومی در میوسوفسک فوران کرد. ایستگاه قطار در آتش بود. یک قطار زرهی پس از نیم ساعت بمباران چکسلواکی از راه رسید. توپ‌ها از آن پیاده شدند و شروع به آتش‌سوزی متقابل به کشتی‌های چکسلواکی کردند. از آنجایی که مأموریت اصلی نابودی بندر و ایستگاه قطار تکمیل شده بود، لژیونرها نبرد را ترک کردند. در سفر بازگشت، آنها با کشتی دشمن آنگارا روبرو شدند که تصمیم به فرار از نبرد گرفت. بقیه سفر بدون حادثه بود و آنها بدون هیچ حادثه دیگری به لیستویانکا بازگشتند. بایکال به گل نشست و چند روز در آتش سوخت، قبل از اینکه یدک کشیده و در نهایت اوراق شود.

## پیامدها
خبر لشکرکشی لژیون چکسلواکی به سیبری در تابستان ۱۹۱۸ مورد استقبال دولتمردان متفقین در بریتانیای کبیر و فرانسه قرار گرفت، چرا که این عملیات را وسیله‌ای برای بازسازی جبهه شرقی علیه آلمان می‌دانستند. وودرو ویلسون، رئیس‌جمهور ایالات متحده، که در برابر پیشنهادهای قبلی متفقین برای مداخله در روسیه مقاومت کرده بود، تسلیم فشارهای داخلی و خارجی شد تا از تخلیه لژیونرها از سیبری حمایت کند. در اوایل ژوئیه ۱۹۱۸، او یادداشتی دستیار منتشر کرد که در آن خواستار مداخله محدود ایالات متحده و ژاپن در سیبری برای نجات سربازان چکسلواکی شد که توسط نیروهای بلشویک در ترانس بایکال مسدود شده بودند.
با این حال، چکسلواکی‌ها پیش از این با جنگیدن راه خود را باز کرده بودند. زمانی که اکثر واحدهای آمریکایی و ژاپنی در ولادی وستوک پیاده شدند، چکسلواکی‌ها از قبل برای استقبال از آنها آنجا بودند. مداخله متفقین در سیبری ادامه یافت به طوری که تا پاییز ۱۹۱۸، ۷۰۰۰۰ ژاپنی، ۸۲۹ بریتانیایی، ۱۴۰۰ ایتالیایی، ۵۰۰۲ آمریکایی و ۱۰۷ نیروی استعماری فرانسوی (ویتنامی) در منطقه حضور داشتند. بسیاری از این نیروها از روس‌های ضد بلشویک و جنگ سالاران قزاق که پس از تصرف راه‌آهن ترانس سیبری توسط چکسلواکی، دولت‌های منطقه‌ای تشکیل داده بودند، حمایت می‌کردند.
لشکرکشی لژیون چکسلواکی در سیبری، دولتمردان متفقین را تحت تأثیر قرار داد و آنها را به ایده یک دولت مستقل چکسلواکی جذب کرد. همچنان که لژیونرها در آن تابستان از یک پیروزی به پیروزی دیگر می‌رفتند، شورای ملی چکسلواکی شروع به دریافت بیانیه‌های رسمی مبنی بر به رسمیت شناختن خود از سوی دولت‌های مختلف متفقین کرد.